# Горлиця білолоба
Горлиця білолоба (Turtur tympanistria) — вид голубоподібних птахів родини голубових (Columbidae). Мешкає в Африці на південь від Сахари.

## Опис
Довжина птаха становить 22-23 см. Виду притаманний статевий диморфізм. У самців обличчя біле, за очима чорні плями, тім'я сірк, горло біле. Верхня частина тіла бліда, сірувато-коричнева, на крилах великі темно-пурпурові плями. Нижня частина тіла біла, гузка коричнева. У самиць нижня частина тіла світло-сіро-коричнева, живіт білий, забарвлення загалом тьмяніше. Тім'я сіро-коричневе. Молоді птахи схожі на самиць, однак у них пера на спині, грудях і боках мають каштанові края. Дзьоб фіолетовий, на кінчику темно-сірий. Очі і лапи червоні.

## Поширення і екологія
Білолобі горлиці мешкають на більшій території Субсахарської Африки, за винятком посушливого південного заходу, а також на Коморських островах. Вони живуть в різноманітних природних середовищах, які включають в себе рівнинні і гірські вологі тропічних ліси, чагарникові зарості, поля і плантації. Зустрічаються на висоті до 3200 м над рівнем моря.

## Поведінка
Білолобі горлиці живуть поодинці або невеликими сімейними зграями, іноді приєднуються до змішаних зграй птахів разом з білощокими голубами. Живляться переважно насінням, віддають перевагу насінням з великим вмістом олії, зокрема насінню рицини. Також вони харчуються дрібними плодами, комахами і равликами. Гніздяться в заростях низько над землею, в кладці 2 яйця кремового кольору. Інкубаційний період триває 13 днів, пташенята покриваються пір'ям на 13-14 день.